# سامي الغباشي
سامي الغباشي (1968 - 2023م)، شاعر مصري، وعضو اتحاد كتاب مصر، حفظ بعض الأجزاء من القرآن الكريم في صباه وأحب اللغة العربية وموسيقاها، ومدائح المنشدين وقوافيهم في قرية طفولته المطلة على النيل بدمياط.
درس دراسات حرة غير أكاديمية كالنحت والحفر على الخشب في سوريا ومصر، كما درس اللغة الروسية وآدابها بالمركز الثقافي الروسي بدمشق أثناء إقامته هناك للعمل والدراسة في الفترة من سنة 1984 إلى سنة 1989م.
عاد إلى مصر عام 1989م. ونشر بداياته الشعرية بعنوان «فوق ذاكرة الرصيف»، وكان انحيازه في البداية لقصيدة التفعيلة وله عدة قصائد عمودية نشر بعضها في ديوانه الأول، ثم اتجه إلى التجريب الحذر في فضاءات الكتابة منذ بداية تسعينيات القرن العشرين. ورغم محبته لقصيدة النثر إلا أنه انتمى لجماليات قصيدة التفعيلة الجيدة وكتب بعض قصائده داخل جماليات التفعيلة وسحرها.
شارك في الحركة الأدبية في مصر منذ بداية تسعينيات القرن العشرين، وساهم مع آخرين في إصدار عدة دوريات لمتابعة قصيدة النثر في مصر و«جيل التسعينيات» مثل مجلة «تكوين» سنة 2000 لمقاومة التهميش والإقصاء من المؤسسة الثقافية الرسمية. وبعد سنوات أصبحت قصيدة النثر في صدارة المشهد الشعري وبدأت مرحلة جديدة من الاعتراف الحذر بهذا الجيل. ونشرت دواوينهم في المؤسسات الرسمية، ونال بعضهم جوائز الدولة، وأُعدَّت رسائل جامعية كثيرة عن تجربتهم وعُرِّفوا نقديًا بمصطلح «جيل التسعينيات» أو «شعراء قصيدة النثر».
نُشرت قصائده في المجلات الأدبية المتخصصة في مصر والوطن العربي مثل «رواد» و«إبداع» و«الشعر» و«الشاهد» و«الحياة» و«أدب ونقد» و«أخبار الأدب» و«الثقافة الجديدة» و«الثقافة العربية» و«الحداثة» و«مجلة الهلال». ساهم الغباشي في الصحافة الأدبية لعدة سنوات لمتابعة تجربته الشعرية، والكتابة عن بعض شعراء جيله في الصحافة المصرية والعربية. له عدة مقالات منشورة عن النحت المصري المعاصر بعنوان «ذاكرة الإزميل».

## أعماله
- «فضاء لها ومسافة لي»، 1995 (طبعة خاصة).
- «هزيمة الشوارع»، 1998 (طبعة خاصة).
- «وتسميهم أصدقاء».[4] (الهيئة العامة للكتاب 2002).
- رصيف يصلح لقضاء الليل. (دار سنابل المصرية الإسبانية 2005).[5]
- عضو اتحاد كتاب مصر.
- عضو نادي القلم الدولي.
- عضو أتيليه القاهرة للفنانين والكتاب.

## الوفاة
توفي في 23 يوليو 2023م.